# FIFA-mannenranglijst februari 2020
Dit is de wereldranglijst voor mannen van februari 2020 zoals die werd opgesteld en vrijgegeven door de FIFA op 20 februari 2020.
| №  | +/−     | Land        | Pnt  | +/−     |
| -- | ------- | ----------- | ---- | ------- |
| 1  | Stabiel | België      | 1765 | Stabiel |
| 2  | Stabiel | Frankrijk   | 1733 | Stabiel |
| 3  | Stabiel | Brazilië    | 1712 | Stabiel |
| 4  | Stabiel | Engeland    | 1661 | Stabiel |
| 5  | Stabiel | Uruguay     | 1645 | Stabiel |
| 6  | Stabiel | Kroatië     | 1642 | Stabiel |
| 7  | Stabiel | Portugal    | 1639 | Stabiel |
| 8  | Stabiel | Spanje      | 1636 | Stabiel |
| 9  | Stabiel | Argentinië  | 1623 | Stabiel |
| 10 | Stabiel | Colombia    | 1622 | Stabiel |
| 11 | Stabiel | Mexico      | 1621 | Stabiel |
| 12 | Stabiel | Zwitserland | 1608 | Stabiel |
| 13 | Stabiel | Italië      | 1607 | Stabiel |
| 14 | Stabiel | Nederland   | 1604 | Stabiel |
| 15 | Stabiel | Duitsland   | 1602 | Stabiel |
| 16 | Stabiel | Denemarken  | 1598 | Stabiel |
| 17 | Stabiel | Chili       | 1579 | Stabiel |
| 17 | Stabiel | Zweden      | 1579 | Stabiel |
| 19 | Stabiel | Polen       | 1559 | Stabiel |
| 20 | Stabiel | Senegal     | 1555 | Stabiel |

| FIFA-wereldranglijst februari 2020 (21–210) | FIFA-wereldranglijst februari 2020 (21–210) | FIFA-wereldranglijst februari 2020 (21–210) | FIFA-wereldranglijst februari 2020 (21–210) | FIFA-wereldranglijst februari 2020 (21–210) |
| #                                           | +/−                                         | Land                                        | pnt                                         | +/−                                         |
| ------------------------------------------- | ------------------------------------------- | ------------------------------------------- | ------------------------------------------- | ------------------------------------------- |
| 21                                          | Stabiel                                     | Peru                                        | 1544                                        | Stabiel                                     |
| 22                                          | Stabiel                                     | Verenigde Staten                            | 1542                                        | 2                                           |
| 23                                          | 1                                           | Wales                                       | 1540                                        | Stabiel                                     |
| 24                                          | Stabiel                                     | Oekraïne                                    | 1537                                        | Stabiel                                     |
| 25                                          | Stabiel                                     | Venezuela                                   | 1517                                        | Stabiel                                     |
| 26                                          | Stabiel                                     | Oostenrijk                                  | 1507                                        | Stabiel                                     |
| 27                                          | Stabiel                                     | Tunesië                                     | 1506                                        | Stabiel                                     |
| 28                                          | Stabiel                                     | Japan                                       | 1500                                        | 3                                           |
| 29                                          | Stabiel                                     | Turkije                                     | 1494                                        | Stabiel                                     |
| 29                                          | Stabiel                                     | Servië                                      | 1494                                        | Stabiel                                     |
| 31                                          | Stabiel                                     | Nigeria                                     | 1493                                        | Stabiel                                     |
| 32                                          | Stabiel                                     | Slowakije                                   | 1490                                        | Stabiel                                     |
| 33                                          | Stabiel                                     | Iran                                        | 1489                                        | Stabiel                                     |
| 34                                          | Stabiel                                     | Ierland                                     | 1486                                        | Stabiel                                     |
| 35                                          | Stabiel                                     | Algerije                                    | 1482                                        | Stabiel                                     |
| 36                                          | Stabiel                                     | Noord-Ierland                               | 1476                                        | Stabiel                                     |
| 37                                          | Stabiel                                     | Roemenië                                    | 1475                                        | Stabiel                                     |
| 38                                          | Stabiel                                     | Rusland                                     | 1470                                        | Stabiel                                     |
| 39                                          | Stabiel                                     | IJsland                                     | 1465                                        | 1                                           |
| 40                                          | Stabiel                                     | Zuid-Korea                                  | 1464                                        | 3                                           |
| 41                                          | 1                                           | Paraguay                                    | 1461                                        | Stabiel                                     |
| 42                                          | Stabiel                                     | Australië                                   | 1457                                        | Stabiel                                     |
| 43                                          | Stabiel                                     | Marokko                                     | 1456                                        | Stabiel                                     |
| 44                                          | Stabiel                                     | Noorwegen                                   | 1451                                        | Stabiel                                     |
| 45                                          | Stabiel                                     | Tsjechië                                    | 1446                                        | Stabiel                                     |
| 46                                          | Stabiel                                     | Costa Rica                                  | 1439                                        | 3                                           |
| 46                                          | 1                                           | Ghana                                       | 1439                                        | Stabiel                                     |
| 48                                          | Stabiel                                     | Jamaica                                     | 1437                                        | Stabiel                                     |
| 49                                          | Stabiel                                     | Bosnië en Herzegovina                       | 1430                                        | Stabiel                                     |
| 50                                          | Stabiel                                     | Schotland                                   | 1422                                        | Stabiel                                     |
| 51                                          | Stabiel                                     | Egypte                                      | 1420                                        | Stabiel                                     |
| 52                                          | Stabiel                                     | Hongarije                                   | 1416                                        | Stabiel                                     |
| 53                                          | Stabiel                                     | Kameroen                                    | 1413                                        | Stabiel                                     |
| 54                                          | Stabiel                                     | Griekenland                                 | 1409                                        | Stabiel                                     |
| 55                                          | Stabiel                                     | Qatar                                       | 1396                                        | Stabiel                                     |
| 56                                          | Stabiel                                     | Mali                                        | 1389                                        | Stabiel                                     |
| 56                                          | Stabiel                                     | Congo-Kinshasa                              | 1389                                        | Stabiel                                     |
| 58                                          | Stabiel                                     | Finland                                     | 1386                                        | Stabiel                                     |
| 59                                          | Stabiel                                     | Bulgarije                                   | 1381                                        | Stabiel                                     |
| 59                                          | Stabiel                                     | Burkina Faso                                | 1381                                        | Stabiel                                     |
| 61                                          | Stabiel                                     | Ivoorkust                                   | 1378                                        | 2                                           |
| 62                                          | Stabiel                                     | Honduras                                    | 1377                                        | Stabiel                                     |
| 63                                          | Stabiel                                     | Ecuador                                     | 1368                                        | Stabiel                                     |
| 64                                          | Stabiel                                     | Montenegro                                  | 1365                                        | Stabiel                                     |
| 64                                          | Stabiel                                     | Slovenië                                    | 1365                                        | Stabiel                                     |
| 66                                          | Stabiel                                     | Albanië                                     | 1356                                        | Stabiel                                     |
| 67                                          | Stabiel                                     | Saoedi-Arabië                               | 1351                                        | Stabiel                                     |
| 68                                          | Stabiel                                     | Noord-Macedonië                             | 1347                                        | Stabiel                                     |
| 69                                          | Stabiel                                     | El Salvador                                 | 1346                                        | Stabiel                                     |
| 70                                          | Stabiel                                     | Irak                                        | 1344                                        | Stabiel                                     |
| 71                                          | Stabiel                                     | Zuid-Afrika                                 | 1334                                        | Stabiel                                     |
| 71                                          | Stabiel                                     | Verenigde Arabische Emiraten                | 1334                                        | Stabiel                                     |
| 73                                          | Stabiel                                     | Canada                                      | 1332                                        | 1                                           |
| 74                                          | Stabiel                                     | Guinee                                      | 1328                                        | Stabiel                                     |
| 75                                          | Stabiel                                     | Bolivia                                     | 1324                                        | Stabiel                                     |
| 76                                          | Stabiel                                     | China                                       | 1323                                        | 1                                           |
| 77                                          | Stabiel                                     | Oeganda                                     | 1321                                        | Stabiel                                     |
| 78                                          | Stabiel                                     | Kaapverdië                                  | 1318                                        | Stabiel                                     |
| 79                                          | Stabiel                                     | Syrië                                       | 1314                                        | Stabiel                                     |
| 80                                          | Stabiel                                     | Curaçao                                     | 1313                                        | Stabiel                                     |
| 81                                          | Stabiel                                     | Panama                                      | 1304                                        | Stabiel                                     |
| 82                                          | Stabiel                                     | Oman                                        | 1303                                        | Stabiel                                     |
| 83                                          | Stabiel                                     | Gabon                                       | 1297                                        | Stabiel                                     |
| 84                                          | Stabiel                                     | Benin                                       | 1295                                        | Stabiel                                     |
| 85                                          | Stabiel                                     | Oezbekistan                                 | 1289                                        | Stabiel                                     |
| 86                                          | Stabiel                                     | Haïti                                       | 1285                                        | Stabiel                                     |
| 87                                          | Stabiel                                     | Wit-Rusland                                 | 1280                                        | Stabiel                                     |
| 88                                          | Stabiel                                     | Zambia                                      | 1279                                        | 2                                           |
| 89                                          | Stabiel                                     | Congo-Brazzaville                           | 1269                                        | Stabiel                                     |
| 89                                          | Stabiel                                     | Libanon                                     | 1269                                        | Stabiel                                     |
| 91                                          | Stabiel                                     | Madagaskar                                  | 1267                                        | Stabiel                                     |
| 91                                          | Stabiel                                     | Georgië                                     | 1267                                        | Stabiel                                     |
| 93                                          | Stabiel                                     | Israël                                      | 1260                                        | Stabiel                                     |
| 94                                          | Stabiel                                     | Vietnam                                     | 1258                                        | Stabiel                                     |
| 95                                          | Stabiel                                     | Cyprus                                      | 1251                                        | Stabiel                                     |
| 96                                          | Stabiel                                     | Kirgizië                                    | 1240                                        | Stabiel                                     |
| 97                                          | Stabiel                                     | Jordanië                                    | 1238                                        | Stabiel                                     |
| 98                                          | Stabiel                                     | Luxemburg                                   | 1236                                        | Stabiel                                     |
| 99                                          | Stabiel                                     | Bahrein                                     | 1225                                        | Stabiel                                     |
| 100                                         | Stabiel                                     | Mauritanië                                  | 1223                                        | Stabiel                                     |
| 101                                         | Stabiel                                     | Libië                                       | 1215                                        | Stabiel                                     |
| 102                                         | Stabiel                                     | Armenië                                     | 1213                                        | Stabiel                                     |
| 103                                         | 3                                           | Palestina                                   | 1204                                        | 5                                           |
| 104                                         | 1                                           | Estland                                     | 1202                                        | Stabiel                                     |
| 105                                         | 1                                           | Trinidad en Tobago                          | 1201                                        | Stabiel                                     |
| 106                                         | 1                                           | Mozambique                                  | 1200                                        | Stabiel                                     |
| 107                                         | 1                                           | Kenia                                       | 1199                                        | Stabiel                                     |
| 108                                         | Stabiel                                     | India                                       | 1187                                        | Stabiel                                     |
| 109                                         | Stabiel                                     | Centraal-Afrikaanse Republiek               | 1184                                        | Stabiel                                     |
| 110                                         | Stabiel                                     | Faeröer                                     | 1181                                        | Stabiel                                     |
| 111                                         | Stabiel                                     | Zimbabwe                                    | 1180                                        | Stabiel                                     |
| 112                                         | Stabiel                                     | Niger                                       | 1179                                        | Stabiel                                     |
| 113                                         | Stabiel                                     | Thailand                                    | 1178                                        | Stabiel                                     |
| 114                                         | Stabiel                                     | Azerbeidzjan                                | 1177                                        | Stabiel                                     |
| 115                                         | Stabiel                                     | Kosovo                                      | 1174                                        | Stabiel                                     |
| 116                                         | Stabiel                                     | Noord-Korea                                 | 1170                                        | Stabiel                                     |
| 117                                         | Stabiel                                     | Namibië                                     | 1160                                        | Stabiel                                     |
| 118                                         | Stabiel                                     | Kazachstan                                  | 1155                                        | Stabiel                                     |
| 118                                         | Stabiel                                     | Sierra Leone                                | 1155                                        | Stabiel                                     |
| 118                                         | Stabiel                                     | Guinee-Bissau                               | 1155                                        | Stabiel                                     |
| 121                                         | Stabiel                                     | Tadzjikistan                                | 1152                                        | Stabiel                                     |
| 122                                         | Stabiel                                     | Nieuw-Zeeland                               | 1149                                        | Stabiel                                     |
| 123                                         | Stabiel                                     | Malawi                                      | 1141                                        | Stabiel                                     |
| 124                                         | Stabiel                                     | Angola                                      | 1136                                        | Stabiel                                     |
| 124                                         | Stabiel                                     | Filipijnen                                  | 1136                                        | Stabiel                                     |
| 126                                         | Stabiel                                     | Antigua en Barbuda                          | 1127                                        | Stabiel                                     |
| 126                                         | Stabiel                                     | Togo                                        | 1127                                        | Stabiel                                     |
| 128                                         | Stabiel                                     | Soedan                                      | 1112                                        | Stabiel                                     |
| 129                                         | Stabiel                                     | Turkmenistan                                | 1107                                        | Stabiel                                     |
| 130                                         | Stabiel                                     | Guatemala                                   | 1106                                        | Stabiel                                     |
| 131                                         | Stabiel                                     | Rwanda                                      | 1089                                        | Stabiel                                     |
| 131                                         | Stabiel                                     | Litouwen                                    | 1089                                        | Stabiel                                     |
| 133                                         | Stabiel                                     | Comoren                                     | 1088                                        | Stabiel                                     |
| 134                                         | Stabiel                                     | Tanzania                                    | 1086                                        | Stabiel                                     |
| 135                                         | Stabiel                                     | Andorra                                     | 1082                                        | Stabiel                                     |
| 136                                         | Stabiel                                     | Myanmar                                     | 1081                                        | Stabiel                                     |
| 137                                         | Stabiel                                     | Letland                                     | 1079                                        | Stabiel                                     |
| 138                                         | Stabiel                                     | Chinees Taipei                              | 1078                                        | Stabiel                                     |
| 139                                         | Stabiel                                     | Lesotho                                     | 1074                                        | Stabiel                                     |
| 139                                         | Stabiel                                     | Saint Kitts en Nevis                        | 1074                                        | Stabiel                                     |
| 141                                         | Stabiel                                     | Suriname                                    | 1073                                        | Stabiel                                     |
| 141                                         | Stabiel                                     | Salomonseilanden                            | 1073                                        | Stabiel                                     |
| 143                                         | 2                                           | Hongkong                                    | 1072                                        | 1                                           |
| 144                                         | Stabiel                                     | Jemen                                       | 1071                                        | Stabiel                                     |
| 145                                         | Stabiel                                     | Equatoriaal-Guinea                          | 1066                                        | Stabiel                                     |
| 146                                         | Stabiel                                     | Ethiopië                                    | 1061                                        | Stabiel                                     |
| 147                                         | Stabiel                                     | Koeweit                                     | 1060                                        | Stabiel                                     |
| 148                                         | Stabiel                                     | Botswana                                    | 1055                                        | Stabiel                                     |
| 149                                         | 2                                           | Burundi                                     | 1052                                        | 3                                           |
| 149                                         | Stabiel                                     | Afghanistan                                 | 1052                                        | Stabiel                                     |
| 151                                         | 1                                           | Nicaragua                                   | 1050                                        | Stabiel                                     |
| 152                                         | Stabiel                                     | Liberia                                     | 1047                                        | Stabiel                                     |
| 153                                         | Stabiel                                     | Swaziland                                   | 1042                                        | Stabiel                                     |
| 154                                         | Stabiel                                     | Maleisië                                    | 1040                                        | Stabiel                                     |
| 155                                         | Stabiel                                     | Malediven                                   | 1038                                        | Stabiel                                     |
| 156                                         | Stabiel                                     | Nieuw-Caledonië                             | 1035                                        | Stabiel                                     |
| 157                                         | Stabiel                                     | Singapore                                   | 1020                                        | Stabiel                                     |
| 158                                         | Stabiel                                     | Dominicaanse Republiek                      | 1019                                        | Stabiel                                     |
| 159                                         | Stabiel                                     | Gambia                                      | 1015                                        | Stabiel                                     |
| 159                                         | Stabiel                                     | Grenada                                     | 1015                                        | Stabiel                                     |
| 161                                         | Stabiel                                     | Tahiti                                      | 1014                                        | Stabiel                                     |
| 162                                         | Stabiel                                     | Barbados                                    | 1009                                        | 2                                           |
| 163                                         | Stabiel                                     | Fiji                                        | 996                                         | Stabiel                                     |
| 163                                         | Stabiel                                     | Vanuatu                                     | 996                                         | Stabiel                                     |
| 165                                         | Stabiel                                     | Papoea-Nieuw-Guinea                         | 991                                         | Stabiel                                     |
| 166                                         | Stabiel                                     | Guyana                                      | 988                                         | Stabiel                                     |
| 167                                         | Stabiel                                     | Saint Vincent en de Grenadines              | 986                                         | Stabiel                                     |
| 168                                         | Stabiel                                     | Bermuda                                     | 984                                         | Stabiel                                     |
| 169                                         | Stabiel                                     | Zuid-Soedan                                 | 983                                         | Stabiel                                     |
| 170                                         | Stabiel                                     | Nepal                                       | 974                                         | Stabiel                                     |
| 170                                         | Stabiel                                     | Belize                                      | 974                                         | Stabiel                                     |
| 172                                         | Stabiel                                     | Mauritius                                   | 965                                         | 3                                           |
| 173                                         | Stabiel                                     | Indonesië                                   | 964                                         | Stabiel                                     |
| 173                                         | Stabiel                                     | Cambodja                                    | 964                                         | Stabiel                                     |
| 175                                         | Stabiel                                     | Moldavië                                    | 959                                         | Stabiel                                     |
| 176                                         | Stabiel                                     | Saint Lucia                                 | 953                                         | Stabiel                                     |
| 177                                         | Stabiel                                     | Tsjaad                                      | 943                                         | Stabiel                                     |
| 178                                         | Stabiel                                     | Puerto Rico                                 | 941                                         | Stabiel                                     |
| 179                                         | Stabiel                                     | Cuba                                        | 936                                         | Stabiel                                     |
| 180                                         | Stabiel                                     | Liechtenstein                               | 926                                         | Stabiel                                     |
| 181                                         | Stabiel                                     | Sao Tomé en Principe                        | 923                                         | Stabiel                                     |
| 182                                         | Stabiel                                     | Macau                                       | 922                                         | Stabiel                                     |
| 183                                         | Stabiel                                     | Montserrat                                  | 921                                         | Stabiel                                     |
| 184                                         | Stabiel                                     | Malta                                       | 919                                         | Stabiel                                     |
| 184                                         | Stabiel                                     | Djibouti                                    | 919                                         | Stabiel                                     |
| 184                                         | Stabiel                                     | Dominica                                    | 919                                         | Stabiel                                     |
| 187                                         | Stabiel                                     | Bangladesh                                  | 914                                         | 1                                           |
| 188                                         | Stabiel                                     | Laos                                        | 912                                         | Stabiel                                     |
| 189                                         | Stabiel                                     | Bhutan                                      | 911                                         | Stabiel                                     |
| 190                                         | Stabiel                                     | Mongolië                                    | 906                                         | Stabiel                                     |
| 191                                         | Stabiel                                     | Brunei                                      | 904                                         | Stabiel                                     |
| 192                                         | Stabiel                                     | Amerikaans-Samoa                            | 900                                         | Stabiel                                     |
| 193                                         | Stabiel                                     | Kaaimaneilanden                             | 897                                         | Stabiel                                     |
| 194                                         | Stabiel                                     | Samoa                                       | 894                                         | Stabiel                                     |
| 195                                         | Stabiel                                     | Bahama's                                    | 880                                         | Stabiel                                     |
| 196                                         | Stabiel                                     | Somalië                                     | 879                                         | Stabiel                                     |
| 196                                         | Stabiel                                     | Gibraltar                                   | 879                                         | Stabiel                                     |
| 196                                         | Stabiel                                     | Oost-Timor                                  | 879                                         | Stabiel                                     |
| 199                                         | Stabiel                                     | Guam                                        | 873                                         | Stabiel                                     |
| 200                                         | 1                                           | Pakistan                                    | 867                                         | Stabiel                                     |
| 200                                         | 1                                           | Aruba                                       | 867                                         | Stabiel                                     |
| 202                                         | 2                                           | Seychellen                                  | 866                                         | 2                                           |
| 203                                         | Stabiel                                     | Tonga                                       | 862                                         | Stabiel                                     |
| 203                                         | Stabiel                                     | Turks- en Caicoseilanden                    | 862                                         | Stabiel                                     |
| 205                                         | Stabiel                                     | Eritrea                                     | 856                                         | Stabiel                                     |
| 206                                         | 1                                           | Sri Lanka                                   | 853                                         | 3                                           |
| 207                                         | Stabiel                                     | Amerikaanse Maagdeneilanden                 | 844                                         | Stabiel                                     |
| 208                                         | Stabiel                                     | Britse Maagdeneilanden                      | 842                                         | Stabiel                                     |
| 209                                         | Stabiel                                     | San Marino                                  | 824                                         | Stabiel                                     |
| 210                                         | Stabiel                                     | Anguilla                                    | 821                                         | Stabiel                                     |

| Kleur | Betekenis                                      |
| ----- | ---------------------------------------------- |
|       | Hoogste FIFA-ranking ooit                      |
|       | Evenaring hoogste FIFA-ranking ooit            |
|       | Voor het eerst opgenomen in de wereldranglijst |
|       | Evenaring slechtste FIFA-ranking ooit          |
|       | Slechtste FIFA-ranking ooit                    |